# Blanche (Film)
Blanche ist ein visuell originelles Filmdrama nach dem Drama Mazepa (1839) des polnischen Dichters Juliusz Słowacki. Sein Landsmann Walerian Borowczyk verwirklichte es 1971 als französische Produktion, wobei er Regie, Drehbuch, Dialoge, Ausstattung und Kostüme verantwortete.

## Handlung
Im mittelalterlichen Frankreich: Ein alter Baron lebt mit seiner jungen Frau Blanche und seinem Sohn aus erster Ehe auf einem Schloss. Eines Tages reist der König mit seinem Pagen Bartolomeo und Gefolge an und wird vom Baron gastlich aufgenommen.
Gleich nach der Ankunft bringt der verliebte Bartolomeo Blanche seine Liebesschwüre entgegen; schon in der ersten Nacht versucht der König, als Bartolomeo verkleidet, in Blanches Kammer zu gelangen. Auch der Sohn des Königs gesteht ihr seine Liebe. Die drei Männer werben immer heftiger, immer vor den anderen verborgen, um die standhaft bleibende Blanche. Der sich dennoch gehörnt fühlende Baron stürzt mit seiner rasenden Eifersucht letztlich alle ins Unglück...

## Form
Das Erzähltempo ist, der Zeit der Handlung angepasst, eher gemächlich, ohne dass dies die Spannung minderte. Borowczyk legt weniger Gewicht auf die Figurenzeichnung als auf die sorgfältig komponierten Kameraeinstellungen, die Ausstattung und deren Ausleuchtung. Er greift Motive und das Licht der klassischen Malerei auf. Sein Augenmerk für die Bildgestaltung geht auf seine Ausbildung als Maler und Grafiker zurück.

## Thema
Die Welt von Blanche ist eine ähnliche wie in Borowczyks vorangegangenem Goto, Insel der Liebe, „eine Welt, in der Menschlichkeit und Schönheit dazu bestimmt sind, niemals zusammenzufinden.“ Die Bilder von Schloss und Landschaft kontrastieren mit dem dunklen Charakter der meisten Gestalten.
Wie die Insel in Goto ist das Schloss und seine nähere Umgebung ein in sich geschlossener Topos; bezeichnenderweise erreicht eine Depesche des Königs an seine Regimenter die Adressaten nicht. Das Schloss ist voller trügerischer Objekte, hinter denen ein Geheimnis steckt.
In diesem Raum, in dem Blanche praktisch die einzige Frau unter zahlreichen Männern ist, laden sich starke erotische Spannungen auf. Die Männer gehorchen Ehrgesetzen, die heute nur schwer nachvollziehbar sind, und trachten die Folgen ihres triebgesteuerten Tuns auf andere abzuschieben. Borowczyk, später als Erotomane berüchtigt, präsentiert Blanche nur kurz in einer unschuldigen Badeszene zu Beginn nackt. Sie erweist sich, ihrem Namen (frz. für weiss) entsprechend, als treue und fromme Gattin; doch trotz ihres zurückhaltenden Verhaltens kommt auch sie unter die Räder der Intrigen, da ihr von keinem der Männer eine andere Rolle zugestanden wird als die des begehrten Objekts. Die Erzählung wandelt sich langsam von einer Farce zu einem Drama. Obwohl er mit seiner Eifersucht und der Angst um seine Ehre alle in den Untergang mitreisst, ist der Baron – der angesehene Michel Simon in einer seiner letzten Rollen – ein bemitleidenswerter Mensch, der nichts mehr zu gewinnen, aber viel zu verlieren hat.

## Einordnung in Borowczyks Werk
Ein wiederkehrendes Thema der besseren unter Borowczyks Werken ist die insbesondere den Frauen begegnende Unmöglichkeit, Sexualität selbstbestimmt und im gewünschten Maß auszuleben. Blanche hat viele Gemeinsamkeiten mit seinem Gefühlsdrama Geschichte einer Sünde (1975), wo eine – wenn auch ungleich aktiver handelnde – Frau im rücksichtslosen Spiel der Männer den Untergang findet. In beiden Werken präsentiert Borowczyk die Konstellation der Gefühle, während er in den dazwischen und danach entstandenen Filmen den Schwerpunkt auf die Erotik legt.
Die Darstellerin der Blanche, die Polin Ligia Branice, war mit Borowczyk verheiratet und wirkte in vielen seiner Filme mit.

## Kritiken und Auszeichnungen
Die Filmfachzeitschrift Positif meinte bei Erscheinen von Blanche, es bleibe hinter seinem Erstling Goto zurück, weil sich die Gefühle auf mehrere Personen zerstäubten und die historische Distanz den Realismus hemme. Das Werk stelle eine Stagnation in der Entwicklung des Regisseurs dar. Die Darsteller seien allerdings hervorragend. Michel Simon steigert sich in den Wahn, und Georges
Wilson als König erinnert daran, dass auch Wichtigtuerei eine Kunst sein kann. Andere Kritiken entdecken einen „prächtigen, raffinierten Film, in dem die grausame Intrige mit der einfachen Schönheit der Inszenierung kontrastiert,“ oder „Bilder von klassischer Strenge und ein Werk von beeindruckender Schönheit.“
Blanche erhielt den Interfilm Grand Prix bei den Internationalen Filmfestspielen Berlin 1972.

### Artikel
- Sight and Sound, Winter 1971/72, S. 33–34 (englisch)
- Positif, Nr. 138, Mai 1972, S. 70–71 (französisch)